# Stig Hasselrot
Stig Berndtsson Hasselrot, född den 21 december 1896 i Stockholm, död där den 15 oktober 1970, var en svensk militär och motorcykelförare. Han var son till Berndt och Gunnel Hasselrot och far till Berndt Hasselrot (1924–2012).
Hasselrot blev fänrik vid Göta livgarde 1919, löjtnant där 1922, vid Svea livgarde 1928, kapten där 1934 och vid Södermanlands regemente 1939. Han genomgick Krigshögskolan 1934–1936. Hasselrot befordrades till major vid Skaraborgs regemente 1942, vid Södermanlands regemente 1943 och till överstelöjtnant där 1948, vid Göta livgarde 1953. Han avslutade sin militära karriär som överste med tjänstgöring vid de neutrala nationernas övervakningskommission i Korea 1954–1955. Hasselrot blev chefredaktör för Svenska Motorjournalen 1940. Han var stadsfullmäktig i Strängnäs 1948–1952. Hasselrot blev riddare av Svärdsorden 1940.
Hasselrot deltog under 1920-talet med framgång i tillförlitlighetstävlingar för motorcyklar (på Harley-Davidson) och vann bland annat sidvagnsklassen i Novemberkåsan 1928 och Majtävlingen 1930. Sedan han 1931 slutat som aktiv, var han flitigt anlitad inom organisationsarbetet. Han var 1921–1940 medlem av Svenska Motorklubbens centralstyrelse (ordförande 1935 och sekreterare 1936–1940), var en av stiftarna av Frivilliga Motorcykelkåren (ordförande 1928–1935) samt var sedan 1947 ordförande i Svenska Motorsportförbundets östra distrikt. Han var dock mest känd som tävlingsledare; han var ledare för över 200 tävlingar, bland annat för samtliga tävlingar om Shellkannan, 1925–1937 och 1947. Vidare var han initiativtagare till Solvallaloppet och 1927–1947 ledare för 22 av dessa tävlingar. I yngre år var han god sprinter. Han vilar på Norra begravningsplatsen utanför Stockholm.